# Matjaž Pungertar
Matjaž Pungertar (* 14. August 1990) ist ein ehemaliger slowenischer Skispringer.

## Werdegang
Pungertar gab am 1. Oktober 2005 mit einem 35. Platz bei einem FIS-Springen in Oberstdorf sein internationales Debüt. Nach weiteren FIS-Rennen gab er im Januar 2006 in Ljubno sein Debüt im FIS-Cup. Nachdem Pungertar im ersten Springen den 2. Durchgang als 31. knapp verpasste, wurde er beim zweiten Springen überraschend Sechster. In den nächsten beiden Jahren startete er nur bei FIS-Rennen und beim FIS-Cup in Bischofshofen. Gegen Ende der Saison 2007/08 gab Pungertar in Vikersund sein Debüt im Continental Cup. Mit den Plätzen 35 und 33 verpasste er zweimal knapp den zweiten Durchgang. In der Saison 2008/2009 startete Pungertar mehrmals im FIS-Cup und regelmäßig im Alpencup. In der Saison 2009/2010 ging Pungertar nur im Alpencup an den Start. Nur in Kranj belegte er beim Continental Cup den 46. Platz und im FIS-Cup den dritten Platz. Sein Durchbruch kam in der Saison 2010/11. In Lillehammer wurde Pungertar beim ersten Springen nur 61., beim zweiten jedoch schon Fünfter. Nach weiteren starken Leistungen im Sommer startete er im Winter erstmals regelmäßig im Continental Cup. In Pyeongchang gewann Pungertar beide Springen und kam auch bei drei weiteren Springen auf das Podest. In Willingen wurde er sogar für den Weltcup nominiert und belegte den 45. Rang. Auch in Klingenthal, Oberstdorf und Planica startete Pungertar im Weltcup, konnte sich jedoch nicht qualifizieren. Im Continental Cup belegte er am Ende den fünften Platz in der Gesamtwertung.
Bei den slowenischen Meisterschaften von der Großschanze, die am 14. Oktober 2012 auf der neuerrichteten Schanze in Planica ausgetragen wurden, ersprang er sich die Bronzemedaille hinter Jurij Tepeš und Jaka Hvala. Knapp vier Wochen später konnte er im russischen Sotschi als 24. seine ersten Weltcuppunkte erzielen. Am 13. Februar 2013 erzielte er mit einem 15. Platz in der Vogtland Arena in Klingenthal seine bis dahin beste Weltcup-Platzierung in einem Einzelwettkampf. Zehn Tage später belegte er bei den Weltmeisterschaften 2013 im italienischen Predazzo 24. Platz von der Normalschanze.
Im Sommer 2013 erreichte er beim Grand Prix zwei Podestplatzierungen im Einzel und je einen mit der slowenischen Männer- und Mixedmannschaft. Dabei gewann er im September 2013 in Almaty auf der Großschanze und belegte den vierten Platz in der Gesamtwertung. Nach drei Weltcupteilnahmen mit Ergebnissen außerhalb der Punkteränge zu Beginn der Saison 2013/14 startete er in der Saison im Continental Cup. Dabei war der zweite Platz in Brotterode seine beste Platzierung. Zum Saisonende trat er wieder im Weltcup an, konnte dabei aber keine Weltcuppunkte erringen. Nach mäßigen Start in die Saison 2014/15 errang er in Nizhny Tagil mit dem Plätzen sieben und sechs seine ersten Top-Zehn-Platzierungen im Weltcup. Beim folgenden Weltcup in Engelberg kam er mit Platz sieben erneut unter den ersten Zehn. Bei der Vierschanzentournee 2014/15 belegte er den 27. Platz. Im weiteren Saisonverlauf erreichte er Platzierungen im Mittelfeld und beendete die Saison auf den 25. Platz im Gesamtweltcup. Bei den Nordischen Skiweltmeisterschaften 2015 in Falun errang er den 37. Platz auf der Großschanze.

## Erfolge

### Weltcup-Platzierungen
| Saison  | Platz | Punkte |
| ------- | ----- | ------ |
| 2012/13 | 48.   | 45     |
| 2013/14 | 72.   | 16     |
| 2014/15 | 25.   | 205    |

### Grand-Prix-Siege im Einzel
| Nr. | Datum              | Ort    | Typ         |
| --- | ------------------ | ------ | ----------- |
| 1.  | 22. September 2013 | Almaty | Großschanze |

### Grand-Prix-Platzierungen
| Saison | Platz | Punkte |
| ------ | ----- | ------ |
| 2011   | 64.   | 016    |
| 2012   | 18.   | 118    |
| 2013   | 04.   | 320    |
| 2014   | 12.   | 175    |
| 2015   | 41.   | 058    |

### Continental-Cup-Siege im Einzel
| Nr. | Datum           | Ort         | Typ         |
| --- | --------------- | ----------- | ----------- |
| 1.  | 12. Januar 2011 | Pyeongchang | Großschanze |
| 2.  | 13. Januar 2011 | Pyeongchang | Großschanze |

### Continental-Cup-Platzierungen
| Saison  | Platz | Punkte |
| ------- | ----- | ------ |
| 2010/11 | 005.  | 693    |
| 2011/12 | 043.  | 130    |
| 2012/13 | 087.  | 090    |
| 2013/14 | 020.  | 387    |
| 2014/15 | 118.  | 036    |
| 2015/16 | 100.  | 045    |
| 2016/17 | 039.  | 268    |
| 2017/18 | 160.  | 001    |